# Öradtjärnen (Leksands socken, Dalarna, 671683-143800)
Öradtjärnen är en sjö i Leksands kommun i Dalarna och ingår i Dalälvens huvudavrinningsområde. Sjön har en area på 0,055 kvadratkilometer och ligger 297 meter över havet.

## Delavrinningsområde
Öradtjärnen ingår i det delavrinningsområde (671718-143760) som SMHI kallar för Inloppet i Närsen. Medelhöjden är 326 meter över havet och ytan är 23,98 kvadratkilometer. Det finns inga avrinningsområden uppströms utan avrinningsområdet är högsta punkten. Närsån som avvattnar avrinningsområdet har biflödesordning 4, vilket innebär att vattnet flödar genom totalt 4 vattendrag innan det når havet efter 271 kilometer. Avrinningsområdet består mestadels av skog (75 procent) och sankmarker (15 procent). Avrinningsområdet har 0,33 kvadratkilometer vattenytor vilket ger det en sjöprocent på 1,4 procent.